# Nowy Kisielin
Nowy Kisielin (niem. Deutsch Kessel) – część miasta i osiedle administracyjne Zielonej Góry, będące jednostką pomocniczą miasta. Do 31 grudnia 2014 r. wieś, od 1 stycznia 2015 r. w granicach miasta.
W latach 1975–1998 miejscowość administracyjnie należała do województwa zielonogórskiego.

## Nazwa
W 1475 roku w łacińskich statutach Statuta synodalia episcoporum Wratislaviensium miejscowość wymieniona jest w zlatynizowanej formie Keyslaw. Według jednej z teorii samo słowo Kisielin pochodzi od staropolskiego słowa „Kysielina” lub „Kyslina”, które ma oznaczać szałas pasterski.

## Historia
Nowy Kisielin, wieś o trzynastowiecznej metryce, a w najstarszych dokumentach była używana nazwa Kyselin, później Kessel oraz Keissel. Po raz pierwszy pojawił się w dokumencie z 9 sierpnia 1352, przed laty przechowywanym w kożuchowskim archiwum parafialnym, w który zawarto wzmiankę o Petrusie Ottonisie, proboszczu Kisielina. Źródła niemieckie wspomniały jako właściciela wsi w latach 1290-1302 Stephena von Dyherna. Niezależnie jednak od okoliczności, paradoksalnie istnienie Nowego Kisielina jest poświadczone wcześniej niż Starego.
Następną pisaną wzmianką o wsi jest „Obwieszczenie Awiniońskie” z 1376 roku, które wymienia 17 kościołów należących do parafii zielonogórskiej. Rzeczony kościół powstał prawdopodobnie pod koniec XIII w. Jego patronem był święty Jerzy, a powstał on równocześnie ze wsią zasiedloną przez kolonistów niemieckich (stąd nazwa zawierająca przymiotnik niemiecki w odróżnieniu od sąsiedniego polskiego).
Wieś pozostaje w całości w posiadaniu von Duhrenów do połowy XV w. Jak poświadczają źródła w 1471 roku część wsi należała do Heinzego Schoffa z Przytoku, a w 1563 roku dobra te przeszły na braci Fabiana i Nickela von Tschammerów. W 1510 trzecia część wsi prawdopodobnie wskutek podziału spadku, przeszła w ręce Rothenhurgów, a ci w 1587 roku odsprzedali swoją własność Dyhernom. Dobra należące do rodziny von Tschammer (wraz z majątkiem z Przytoku) w 1591 roku zakupił Joachim von Stentsch. Po śmierci ostatniego męskiego przedstawiciela rodziny Dyhern dobra nowokisielińskie zostały dołączone do majątku rodziny Stentschów z Przytoku. Wieś uległa znacznemu zniszczeniu w czasie wojny trzydziestoletniej. Jako kolejnych właścicieli dóbr ziemskich wymienia się rodzinę von Grünberg, a od 1726 roku barona Balthasara Nicolausa von Hocka, który wcześniej nabył część należącą do Stentschów. W 1773 roku Stentschowie ponownie nabyli Nowy Kisielin, jednak już w 1791 roku sprzedali go Janowi Stefanowi Bojanowskiemu za 28 000 talarów. We wsi znajdowały się w tym czasie m.in. 2 folwarki, pałac. 4 młyny, w tym 3 wodne i jeden wiatrowy. Około 1790 roku w 67 gospodarstwach mieszkały 383 osoby. W 1859 roku majątek kupił Friedrich von Götze. Majątek nowokisieliński sprzedano na początku XX wieku rodzinie von Pfeil.
Pozostałością po właścicielach jest dwór Stentschów z XVII w. z willą z 1910 r. będącą nowszą siedzibą dziedziców. Dwór z XVII w. został wybudowany obok starego renesansowego, którego ruiny można było oglądać jeszcze w połowie XIX w. Pierwsza wzmianka o nowszej budowli pochodzi z opowieści z 1729 o pojedynku na szpady, który tam się rozegrał. Bohaterami tego wydarzenia odbywającego się podczas dużej uroczystości byli Johann von Stentsch z Przytoku i Siegismund von Stosch ze Starego Kisielina: chodziło o "wyjaśnienie" sporów granicznych.
Mieszkańcy Nowego Kisielina szybko przyjęli naukę protestancką. W 1564 roku miejscowi luteranie przy pomocy funduszów dziedzica Hieronima von Burkesdorfa wybudowali przy kościele drewnianą wieżę, na której zawieszono 2 dzwony. Następnie dołączyły do niej dom parafialny i szkoła. Nabożeństwa w rycie protestanckim były odprawiane w miejscowym kościele aż do 4 III 1654 r., kiedy świątynię ponownie przejęli katolicy. Ostatnim luterańskim diakonem (od 1652) był Johann Nippe, znany zielonogórski dysydent, który musiał pod koniec życia opuścić miasto. Zmarł on na krótko przed przymusowym zwróceniem kościoła. Z powodu niewielkiej liczby katolików, świątynia została kościołem filialnym parafii zielonogórskiej, a msze odprawiano raz na trzy tygodnie. Wspólnota ta nie była w stanie utrzymać budynku i w 1815 r. był już zawalony. W 1818 r. właściciel wsi, Bojanowsky, odkupił materiał z ruiny, a na jej miejscu powstała dzwonnica.
W czasie wojny trzydziestoletniej przebywał (1631) we wsi korpusu szwedzki, który sprowadził zarazę, spalił miejscowość i wymordował część ludności. Podobna sytuacja miała miejsce podczas wojny siedmioletniej: w Nowym Kisielinie przebywał oddział żołnierzy z rosyjskiego korpusu generała Czernyszewa, który zarekwirował żywność i dokonał mordu na kilku mieszkańcach wsi.
W latach 1776–1778 wybudowano z inicjatywy von Stentschów nowy kościół ewangelicki w Przytoku. Wieś stała się od tego czasu siedzibą parafii ewangelickiej, w skład której wchodziły osady: Nowy i Stary Kisielin, Jany oraz, nieco później, Ługowo. Rozwój i modernizację z początków XIX w. (w tym założenie cmentarza i osady Ługowo) wieś zawdzięcza głównie rodzinie Bojanowskych. Z Bojanowskich wywodził się późniejszy starosta powiatowy Wilhelm Ernst, który odziedziczył po ojcu w 1813 roku majątek w Nowym Kisielinie. Był człowiekiem gruntownie wykształconym po odbyciu i kampanii w 1813 roku zajął się gospodarowaniem na omawianych dobrach. W 1843 został on nominowany na stanowisko starosty. Funkcję tę pełnił do 1856 roku. Ten z kolei, w 1888 roku wybudował cały kompleks nowych budynków gospodarczych, które stanęły wokół podwórza majątkowego. W latach 1856–1873 wybudowano drogę lokalną Zielona Góra – Milsko, która przebiegała przez Nowy Kisielin. W 1840 roku wieś posiadała urząd pocztowy, który codziennie obsługiwał dyliżans na trasie Nowy Kisielin – Zabór. W osadzie zorganizowano w 1903 roku kasę bankową. W 1910 roku wybudowano nową rezydencję majątkową tzw. "willę", a w 1914 roku oddano do użytku nowy budynek szkolny. W 1900 osada Nowy Kisielin liczyła 490 mieszkańców, z czego 47 żyło w obszarze dworskim.
Po I wojnie światowej najważniejszym przedsięwzięciem była elektryfikacja przeprowadzona w 1923 r. W 1930 r. rozparcelowano dawny majątek. Ówcześni właściciele, rodzina von Pfeil, pozostawiła sobie po parcelacji pałac i willę. Ostatnim właścicielem dworu była Katharina von Pfeil.
Nowy Kisielin został zajęty przez wojska rosyjskie 14 lutego 1945 roku, a następnie przekazany pod polską administrację. Zarządzenie wojewody poznańskiego z 30 lipca 1945 roku w sprawie zmiany nazwy niemieckich nazw miejscowości nadał wsi nazwę Nowy Kisielin. Wieś została włączona do gminy Racula. Nowy Kisielin został szybko zasiedlony z powodu bliskości miasta i przeprawy przez Odrę. Po zmianach administracyjnych w 1954 roku, gdy zaczęto tworzyć Gromadzkie rady narodowe, Nowy Kisielin wszedł w skład GRN w Starym Kisielinie. Podczas kolejnej reformy, przywrócono gminę Racula. Została ona jednak wkrótce zlikwidowana przez włączenie do gminy Zielona Góra. Liczba mieszkańców Nowego Kisielina wzrosła z 633 w 1976 roku do 927 w 1993. W Nowym Kisielinie nie było w okresie powojennym kościoła z prawdziwego zdarzenia. Obecnie istnieje zaadaptowany na te cele budynek, który spełnia rolę świątyni filialnej p.w. Niepokalanego Serca NMP wchodzącej w skład nowo powstałej parafii w Starym Kisielinie.

## Zabytki
Do wojewódzkiego rejestru zabytków wpisane są:
- dzwonnica z 1840 roku
- pałac z XVII/XVIII wieku.